# Ben Aknoun
Ben Aknoun è un comune dell'Algeria, situato nella provincia di Algeri.